# Пилзнер Урквел
Пилзнер Урквел (на немски: Pilsner Urquell; на чешки: Plzeňský Prazdroj) е марка чешка лагер бира, тип пилзнер, която се произвежда от чешката пивоварна Пилзенски Праздрой (Plzeňský Prazdroj), собственост на акционерното дружество Asahi. Бирата се прави от 1842 г. в град Пилзен, днес на територията на Чешката република.

## История
Както видно и от названието на бирата (в превод от чешки – Пилзнер от извора, Пилзнер от първоизточника), това е първата в света пилзнер бира. Всяка друга бира, в името на която фигурира думата пилзнер, пилзенер или пилз, означава че е произведена по оригиналната технология, за пръв път използвана на 5 октомври 1842 г. от баварския пивовар Йозеф Грол, когото жителите на Пилзен наемат като главен пивовар в новопостроената Гражданска пивоварна Пилзен (Bürgerbrauerei).
През 1859 г., Bürgerbrauerei регистрира търговската марка Pilsner Bier - Plzeňské pivo. След като други пивоварни започват да копират тяхната бира и да я продават под името Пилзнер, през 1898 г. пивоварната регистрира уникалната марка Plzeňský prazdroj - Pilsner Urquell.

## Характеристика
Pilsner Urquell е международна търговска марка на Asahi, която се произвежда по лиценз и в Полша и Русия. Предлага се в стъклени бутилки от 0,5 л. и 0,33 л., а също така и в алуминиеви кенове от 0,5 л. и кегове от 5 л.
Pilsner Urquell е плътна бира с плодов оттенък като някои ейлове и има по-наситен хмелен вкус, в сравнение с повечето пилзнери. Забележителните вкусови и ароматни качества на бирата се дължат основно на растящия само в Бохемия благороден сорт хмел „Жатец“ (Saaz), на меката вода и тройното изваряване.